# Mulišák
Mulišák nebo Mulisák je pohádková postava objevující se v české lidové slovesnosti nebo v dílech z lidové tvorby pocházejících a popisujících ji. Jako tradiční název pro strašidlo se používá při pojmenování postav v literárních dílech kde mají vyvolávat v dětech strach nebo být posmívány jinými postavami pro nepatřičný vzhled. Prof. Jan Soukup popisuje mulisáka jako zakuklené strašidlo.
Původu slova mulišák vysvětluje Čeněk Zíbrt takto: známo jest, že Mikuláš volává hlubokým hlasem, aby děti hodně postrašil: »Muli se, muli se!« (tj. modli se) a odtud prý doslal jméno mulišák neb mu-lisak, jež potom přeneseno na strašáka vůbec. Prof. Jan Soukup podal výklad jiný a domnívá se, že slovo mulišák vzniklo z obchůzky svalo-mikulášské, ale původ jeho odvozuje jinak. Povstalo zcela jednoduše přemístěním hlásek. Napišme si slovo: M-i-k-u-l-á-š a pod to: m-u-l-i-š-á-k a škrtejme v obou shodná písmena, počínajíc m; poznáme, že obě slova úplně se kryjí, majíce po sedmi písmenech. Přirozenost a nehledanost výkladu tohoto jest samozřejmá.